# Рошиори (Сату Маре)
Рошиори (рум. Roșiori) насеље је у Румунији у округу Сату Маре у општини Ваља Винулуј. Oпштина се налази на надморској висини од 155 m.

## Становништво
Према подацима из 2002. године у насељу је живело 547 становника, од којих су сви румунске националности.